# 能褒野神社

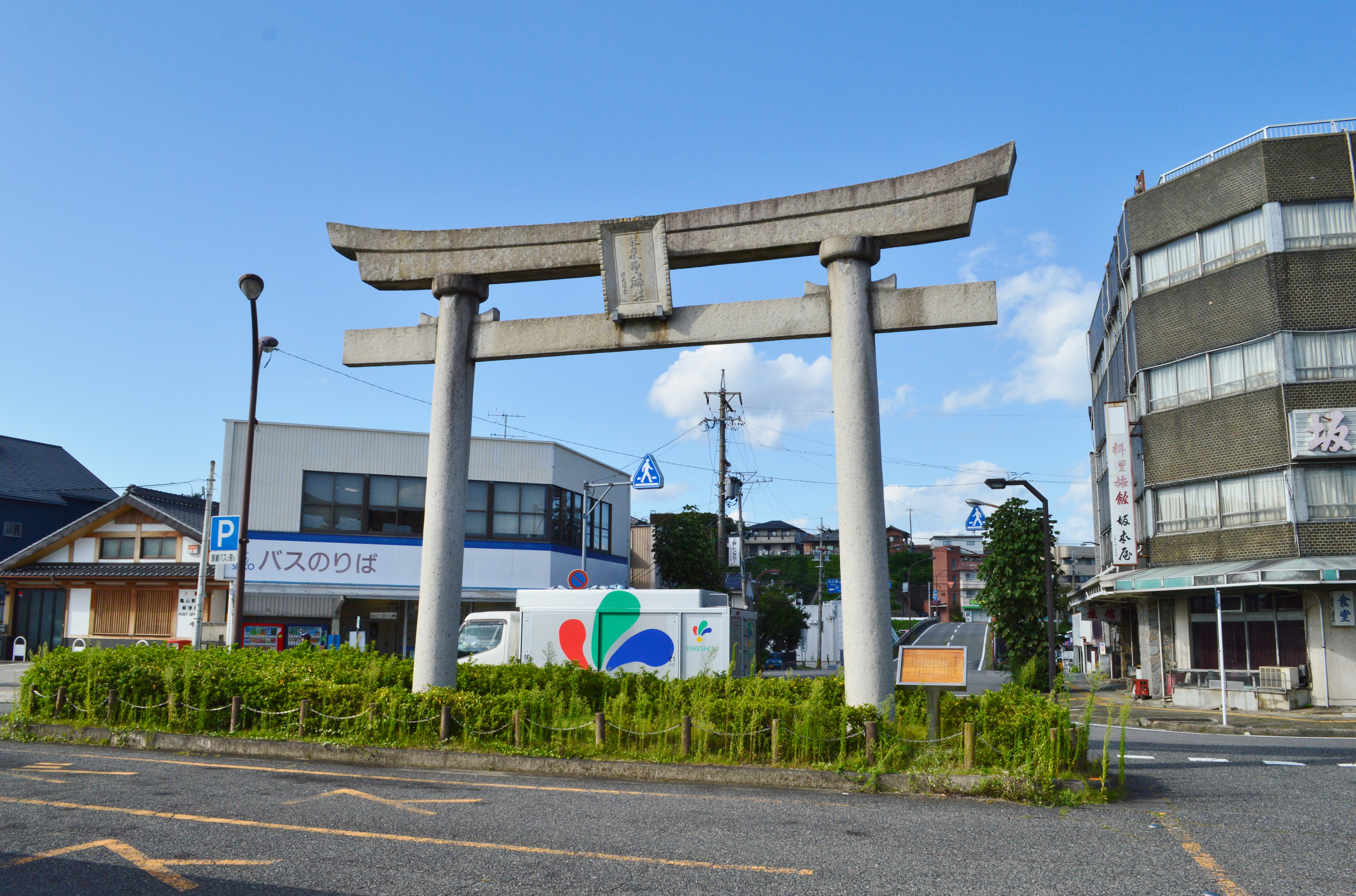
一の鳥居（亀山駅前）

能褒野神社（のぼのじんじゃ）は、三重県亀山市田村町にある神社。旧社格は県社。

## 祭神
祭神は次の3柱。
- 主祭神
  - 日本武尊（やまとたけるのみこと）
- 配祀神
  - 建貝児王（たけかいこのみこ）
  - 弟橘姫命（おとたちばなひめのみこと）

## 歴史
『古事記』や『日本書紀』によると、日本武尊は能褒野（能煩野）で死去したという。墓は『延喜式』諸陵寮にも「能襃野墓」と見えるが、後世に所在不明となった。一帯には日本武尊の陵墓と伝えられる古墳がいくつかあったが、明治12年（1879年）に「王塚」あるいは「丁字塚」と呼ばれていた前方後円墳（現在の能褒野王塚古墳）が、内務省によって「能褒野墓」に治定された。
その後、地元の有志により日本武尊の遺徳をしのぶため能褒野陵周辺での神社の創建が企画されたのが、当社の淵源になる。明治16年（1883年）に神宮祭主・久邇宮朝彦親王より「能褒野神社」と社号が選定され、明治17年（1884年）3月に能褒野陵の側に神社創建の許可を得、有栖川宮その他の宮家から幣帛料をたまわった。明治28年（1895年）に社殿が竣工され、神宮祭主・賀陽宮邦憲王より御霊代を拝戴して鎮座祭がとりおこなわれた。
明治42年（1909年）には元小天宮祭神の弟橘姫と県主神社祭神の建貝児王が配祀され、さらに近隣の約40社（式内・那久志里神社、式内・志婆加支神社を含む）が合祀されたうえで、近代社格制度において村社に列した。その後、大正14年（1925年）6月に県社に昇格した。

## 交通アクセス
- 鉄道：井田川駅（関西線 (JR東海)）徒歩約30分